# John Patrick Crowley
John Patrick Crowley (* 23. Juni 1941 in Newbury) ist ein englischer Geistlicher und römisch-katholischer Altbischof von Middlesbrough.

## Leben
John Patrick Crowley empfing am 12. Juni 1965 die Priesterweihe für das Erzbistum Westminster.
Papst Johannes Paul II. ernannte ihn am 31. Oktober 1986 zum Weihbischof in Westminster und Titularbischof von Thala. Der Erzbischof von Westminster, George Basil Kardinal Hume OSB, spendete ihm am 8. Dezember desselben Jahres die Bischofsweihe; Mitkonsekratoren waren die Weihbischöfe in Westminster Gerald Mahon MHM und Victor Guazzelli.
Am 3. November 1992 wurde er zum Bischof von Middlesbrough ernannt. Am 25. Juni 1999 hielt er in der Londoner Westminster Cathedral bei der Totenmesse für Erzbischof Basil Kardinal Hume OSB die Trauerpredigt. Papst Benedikt XVI. nahm Crowleys Rücktrittsgesuch vom Amt des Bischofs von Middlesbrough am 3. Mai 2007 an.